# In the Morning (Itzy)
In the Morning (in coreano: 마.피.아. In the morning; RR: Ma.pi.a in the morning) è un singolo del girl group sudcoreano Itzy, pubblicato nel 2021 ed estratto dall'EP Guess Who.

## Tracce
- Download digitale

1. In the Morning (English version) – 2:52

## Video
Il videoclip della canzone è stato diretto da Bang Jae-yeob.